# Diacidia galphimioides
Diacidia galphimioides är en tvåhjärtbladig växtart som beskrevs av August Heinrich Rudolf Grisebach. Diacidia galphimioides ingår i släktet Diacidia och familjen Malpighiaceae. Inga underarter finns listade i Catalogue of Life.